# Iotrochotidae
Iotrochotidae is een familie van sponsdieren uit de klasse van de Demospongiae (gewone sponzen).

## Geslachten
- Amphiastrella Dendy, 1896
- Hymetrochota Topsent, 1904
- Iotroata de Laubenfels, 1936
- Iotrochopsamma de Laubenfels, 1936
- Iotrochota Ridley, 1884
- Rotuloplocamia Lévi, 1952